# مرابطات
مرابطات (جمع مرابطه) به معنای زنان مراقب و مدافع یک حرکت سیاسی اسلامی است. این گروه شامل زنان فلسطینی ای است که خود را وقف مسجد الاقصی نموده‌اند. ایشان در مسجد الاقصی به فعالیت‌های مختلف از جمله برگزاری کلاسهای مختلف در سطوح مختلف و آموزش قرآن می‌پردازند.

## غیرقانونی شناخته شده
در اوت ۲۰۱۵، گیلاد اردان، وزیر امنیت عمومی اسرائیل، این زنان را از حضور در اورشلیم در ساعت‌های بازدید صبح منع کرد پیش از این، اتحادیه عرب طرح تحریم این گروه را محکوم کرد. در ۸ سپتامبر ۲۰۱۵، وزیر دفاع موشه یعلون دستوری را امضا کرد که گروه مرابطات را به عنوان یک سازمان غیرقانونی اعلام کرد.